# Abiram
Abiram, també Abiron, (hebreu: אֲבִירָם "el meu pare és exaltat") és el nom de dues persones en el Vell Testament.
Un era el fill d'Eliab, qui, juntament amb el seu germà Dathan, es va unir a Korah en la conspiració en contra Moses i Aaron. Ell i tots els conspiradors, amb les seves famílies i possessions, van ser empassats per la terra (Números 16:1-40; 26:9-11; Salms 106:17).
El segon era el fill gran de Hiel el Bethelite, qui va morir prematurament a conseqüència de l'empresa del pare per reconstruir Jericó (1 Reis 16:34), segons (Joshua 6:26).
El nom Abram i el nom Abiram se suposa que són el mateix nom, etimològicament; el nom és testificat en babiloni al segle xxiv aC.